# Polizeipräsidium München

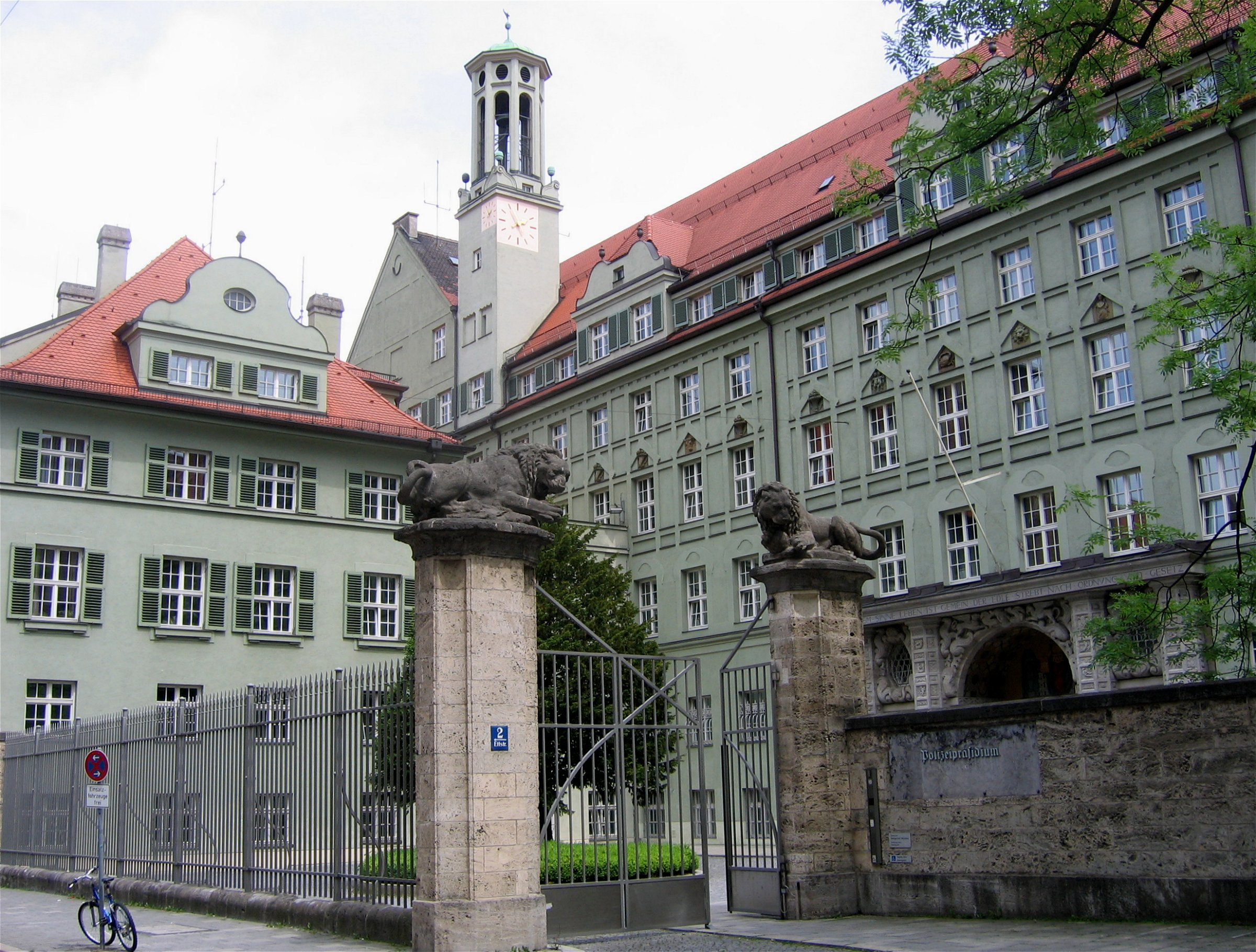
Polizeipräsidium München, Ettstraße 2–4

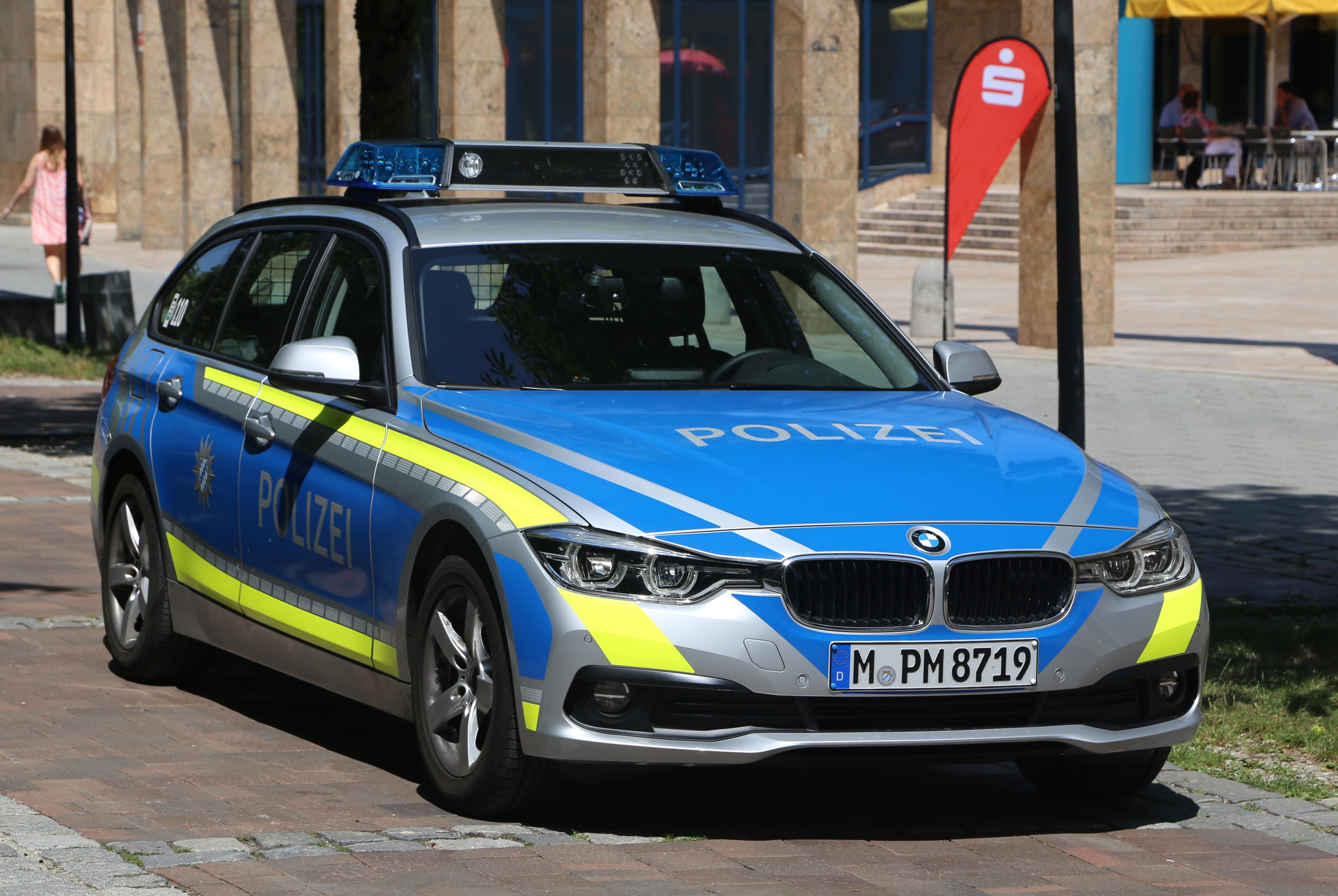
Streifenwagen (BMW) der Münchner Polizei

Das Polizeipräsidium München ist einer von zehn regionalen Verbänden der Bayerischen Polizei und als solcher eine Landesmittelbehörde des Freistaates Bayern. Es ist direkt dem Bayerischen Staatsministerium des Innern, für Sport und Integration unterstellt und hat seinen Dienstsitz in München. Der Zuständigkeitsbereich des Polizeipräsidiums umfasst mit der Landeshauptstadt München und dem Landkreis München ein Gebiet mit einer Fläche von 975 Quadratkilometern und rund 1,88 Millionen Einwohnern.

## Organisation
Mit Stand vom 31. Dezember 2024 gab es beim Polizeipräsidium München insgesamt 6450 Bedienstete, davon 5370 Vollzugsbeamte (4064 bei der Schutzpolizei und 1306 bei der Kriminalpolizei), 269 Beamte im technischen und nichttechnischen Verwaltungsdienst und 811 Polizeiangestellte.

### Interne Organisation

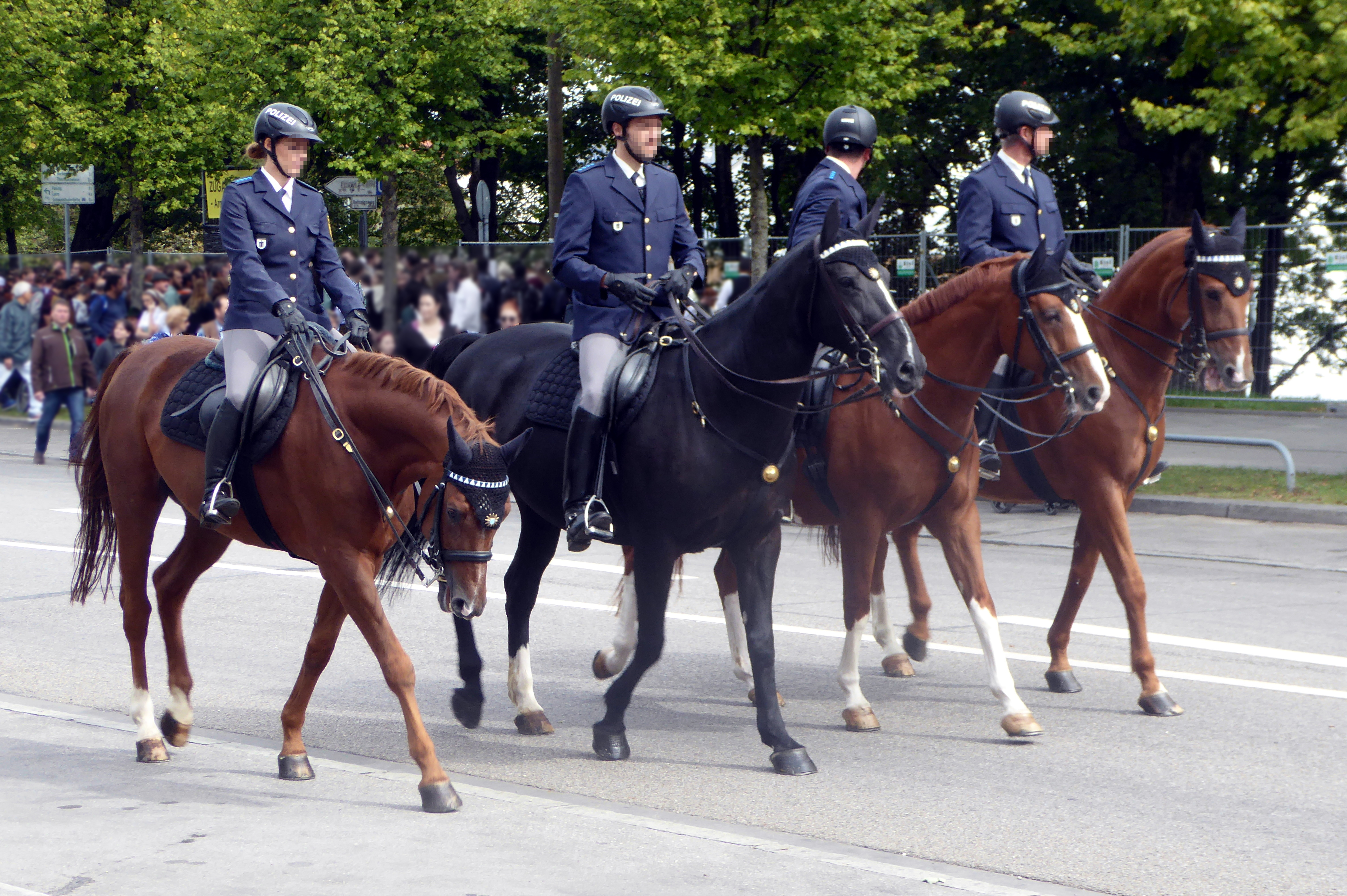
Reiter der Münchner Polizei

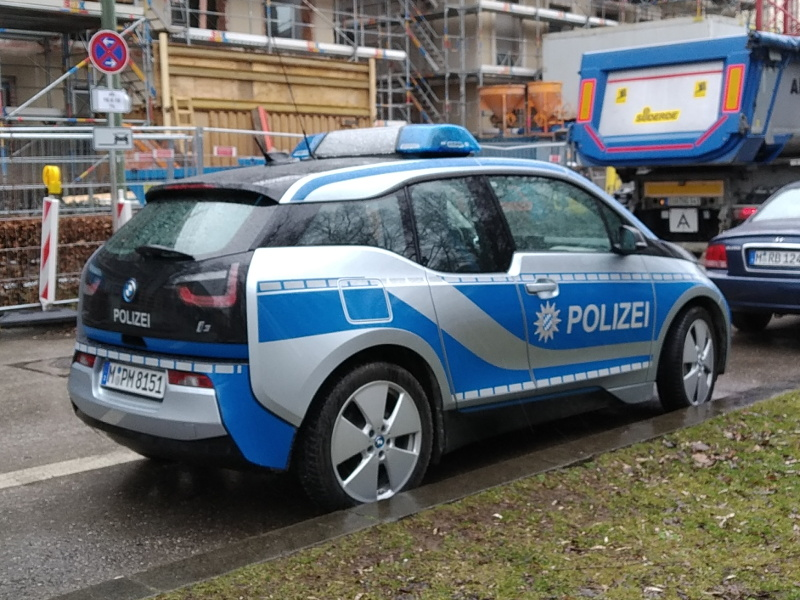
Einige elektrische BMW i3 waren kurzzeitig im Testbetrieb, wurden aber als „ungeeignet“ wieder eingestellt

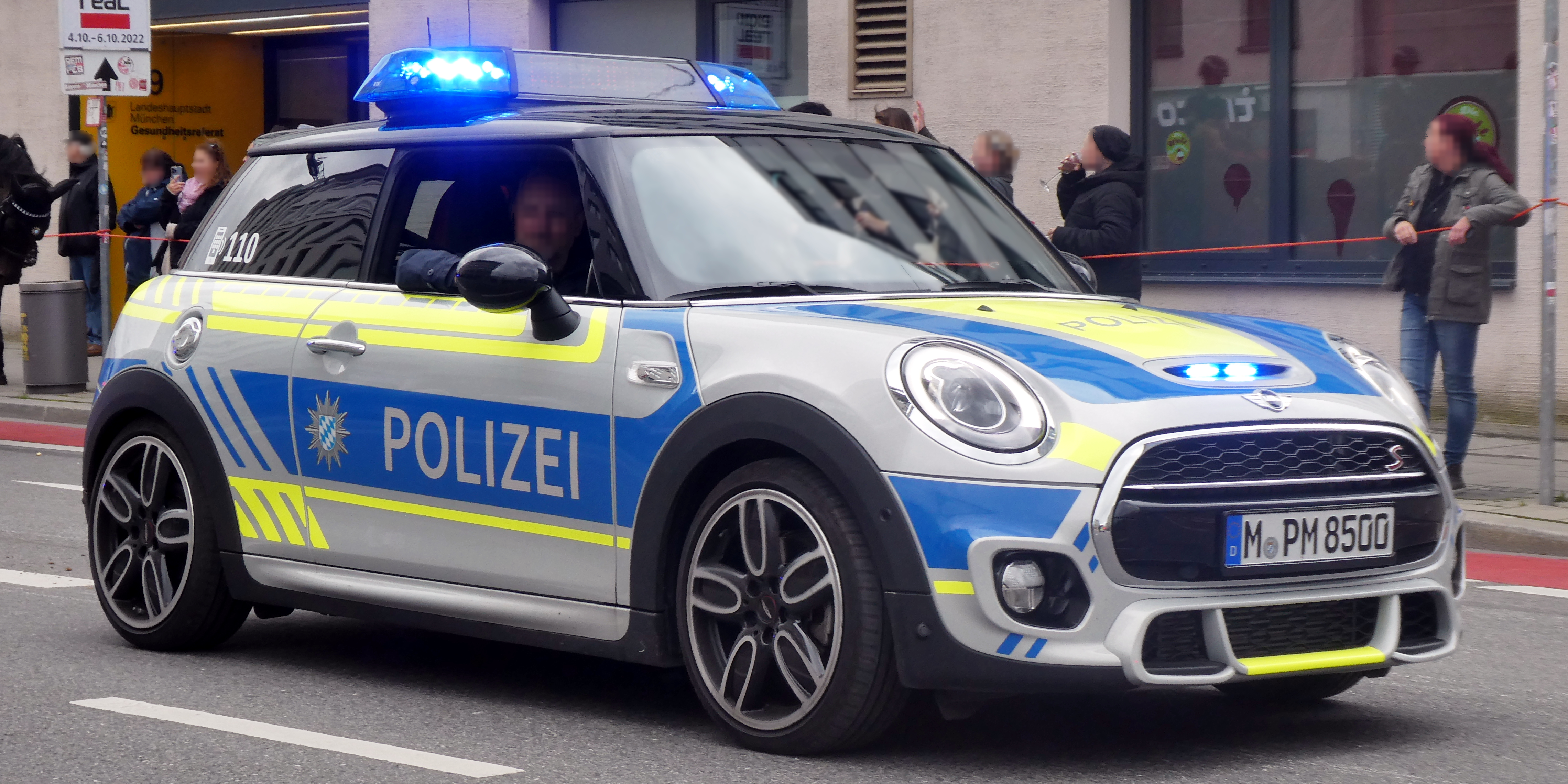
Polizei-Mini der Pressestelle

In der Abteilung Einsatz werden grundsätzliche Fragen der Organisation und des Dienstbetriebes geregelt. Zudem werden hier Einsätze geplant und gesteuert sowie Strategien entwickelt. Drei regionale Abschnitte, gegliedert in Mitte, Ost und West mit insgesamt 24 zugeordneten Polizeiinspektionen, sind mit Schutzpolizeiaufgaben und der Bearbeitung der kleinen und mittleren Kriminalität betraut.
Für spezielle Verkehrsaufgaben ist der Abschnitt Verkehr zuständig. Ihm nachgeordnet sind Dienststellen für die Bearbeitung von Verkehrsanzeigen, die Aufnahme schwerer Verkehrsunfälle (Unfallkommando) sowie sog. Unfallfluchten, die Überwachung des fließenden Verkehrs, sowie eine Dienststelle für Verkehrserziehung und Verkehrsaufklärung.
Sonderdienststellen wie beispielsweise zwei Einsatzhundertschaften, ein Unterstützungskommando (USK), eine Diensthunde- und eine Reiterstaffel, die Kraftfahrdienste, das Einsatztraining sowie die Hauswache des Präsidiums mit Haftanstalt und Vorführdienst sind unter dem Abschnitt Zentrale Einsatzdienste zusammengefasst. Das SEK und MEK Südbayern ist als Polizeiinspektion Spezialeinheiten organisatorisch an das Polizeipräsidium München angegliedert.
Dem Abschnitt Kriminalpolizei sind deliktsorientiert Kriminalfachdezernate und Kommissariate zugeordnet. Ihnen obliegt die Verhütung, Verfolgung und Aufklärung von Straftaten.
Die Einsatzzentrale in der Ettstraße arbeitete bis 2023 mit einem zentralen Einsatzleit- und Unterstützungssystem (ZEUS), das seit 1996 in Betrieb ist und zu den leistungsfähigsten seiner Art in der Bundesrepublik gehörte. Mittlerweile wird ein bayernweit einheitliches Einsatzleitsystem verwendet. Im Jahr 2009 gingen bei der Polizeieinsatzzentrale insgesamt 558.592 Notrufe ein, aufgrund derer 264.432 Einsätze erfolgten. 2013 wurden 522.081 Notrufe abgesetzt, seitdem ist die Zahl kontinuierlich rückläufig (399.448 Notrufe im Jahr 2024).
Es gibt mehrere Zivile Einsatzgruppen und eine Fahndungs- und Kontrollgruppen (FKG), welche Schleierfahndung auf den Durchgangsstraßen von erheblicher Bedeutung für den grenzüberschreitenden Verkehr durchführt. Das Polizeipräsidium München betreibt für Bayern die Landesinformationsstelle für Sporteinsätze (LIS-Bayern).
Dem Polizeipräsidenten nachgeordnet sind das Präsidialbüro, der Zentrale Psychologische Dienst der Bayerischen Polizei und die drei Abteilungen Einsatz, Personal und Versorgung.

#### Allgemeine Aufbauorganisation
- Präsidialbüro
  - Pressestelle (PB 1)
  - Allgemeine Führungs- und Rechtsfragen (PB 2)

- Abteilung Einsatz
  - Organisation und Dienstbetrieb (E 1)
  - Ordnungs- und Schutzaufgaben (E 2)
  - Kriminalitätsbekämpfung (E 3)
  - Polizeiliche Verkehrsaufgaben (E 4)
  - Einsatzzentrale

- Abteilung Personal
  - Beamtenrecht, Personalhaushalt (P 1a)
  - Dienstpostenbesetzung, Personalwerbung (P 1b)
  - Tarifrecht (P 2)
  - Rechtsangelegenheiten und Früherkennung (P 3)

- Abteilung Versorgung
  - Finanzen (V 1)
  - Zentraleinkauf (V 2)
  - Informations- und Kommunikationstechnik (V 3)
  - Polizeitechnik (V 4)
  - Liegenschaften, Kfz-Abschlepp- und Verwahrwesen (V 5)

- Abschnitt Mitte
  - Polizeiinspektion 11 – Altstadt
  - Polizeiinspektion 12 – Maxvorstadt
  - Polizeiinspektion 13 – Schwabing
  - Polizeiinspektion 14 – Westend
  - Polizeiinspektion 15 – Sendling
  - Polizeiinspektion 16 – Hauptbahnhof
  - Polizeiinspektion 17 – Wiesnwache (nur während des Oktoberfestes)

- Abschnitt Ost
  - Polizeiinspektion 21 – Au
  - Polizeiinspektion 22 – Bogenhausen
  - Polizeiinspektion 23 – Giesing
  - Polizeiinspektion 24 – Perlach
  - Polizeiinspektion 25 – Trudering-Riem
  - Polizeiinspektion 26 – Ismaning
  - Polizeiinspektion 27 – Haar
  - Polizeiinspektion 28 – Ottobrunn
  - Polizeiinspektion 29 – Forstenried
  - Polizeiinspektion 31 – Unterhaching
  - Polizeiinspektion 32 – Grünwald

- Abschnitt West
  - Polizeiinspektion 41 – Laim
  - Polizeiinspektion 42 – Neuhausen
  - Polizeiinspektion 43 – Olympiapark
  - Polizeiinspektion 44 – Moosach
  - Polizeiinspektion 45 – Pasing
  - Polizeiinspektion 46 – Planegg
  - Polizeiinspektion 47 – Milbertshofen
  - Polizeiinspektion 48 – Oberschleißheim

- Abschnitt Zentrale Einsatzdienste
  - Polizeiinspektion 1. Einsatzhundertschaft
  - Polizeiinspektion 2. Einsatzhundertschaft
  - Polizeiinspektion 3. Einsatzhundertschaft/USK (Unterstützungskommando)
  - Polizeiinspektion Reiterstaffel
  - Polizeiinspektion Diensthundestaffel
  - Polizeiinspektion Wache Präsidium
  - Polizeiinspektion Sonderdienste
  - Polizeiinspektion Kraftfahrdienste

- Abschnitt Verkehr
  - Verkehrspolizeiinspektion Verkehrsunfallaufnahme
  - Verkehrspolizeiinspektion Verkehrsüberwachung
  - Verkehrspolizeiinspektion Verkehrserziehung
  - Verkehrspolizeiinspektion Verkehrsanzeigen

- Abschnitt Kriminalpolizei
  - Kriminalfachdezernat 1 Tötungs-/Brand-/Sexualdelikte[4]
    - K 11 Vorsätzliche Tötungsdelikte, Geiselnahme, Menschenraub
    - K 12 Todesermittlungen, Selbsttötungen, Schwangerschaftsabbruch
    - K 13 Brand, Umweltdelikte, Betriebs- und häusliche Unfälle
    - K 14 Vermisste, Unbekannte Tote
    - K 15 Sexualdelikte
    - K 16 Operative Fallanalyse Bayern, Haft-Entlassenen-Auskunfts-Datei-Sexualstraftäter (bayernweite Zuständigkeit)
    - K 17 Sexualisierte Gewalt gegen Kinder, Kinderpornografie, Jugendpornografie

  - Kriminalfachdezernat 2 Gewaltdelikte / Jugendkriminalität[5]
    - K 21 Raub-/Erpressungsdelikte
    - K 22 Häusliche Gewalt, Misshandlung Schutzbefohlener, Nachstellung, AIDS-Delikte
    - K 23 Jugendtypische Gewalttaten, Delikte bei Fußball-, Eishockey- und Basketballspielen, Jugendliche Intensivtäter, Jugendschutz, Graffiti
    - K 24 Körperverletzung, Sachbeschädigung, Nötigung, Bedrohung, Waffenrecht für den Abschnitt Mitte, zus. Ärztliche Kunstfehler
    - K 25 Körperverletzung, Sachbeschädigung, Nötigung, Bedrohung, Waffenrecht für den Abschnitt West
    - K 26 Körperverletzung, Sachbeschädigung, Nötigung, Bedrohung, Waffenrecht für den Abschnitt Ost

  - Kriminalfachdezernat 3 Organisierte Kriminalität / Bandenkriminalität[6]
    - K 31 Analyse/Auswertung
    - K 32 Verdeckte Ermittlung
    - K 33 Glücksspiel, Rockerkriminalität
    - K 34 Organisierte Ausländerkriminalität, Scheinehen
    - K 35 Menschenhandel, Prostitution, Zuhälterei

  - Kriminalfachdezernat 4 Staatsschutzdelikte / Personenschutz[7]
    - K 41 Operative Aufklärung Staatsschutz, Analyse/Auswertung
    - K 42 Politisch motivierte Kriminalität (Religiöse Ideologie Islamismus)
    - K 43 Politisch motivierte Kriminalität (Links)
    - K 44 Politisch motivierte Kriminalität (Rechts)
    - K 45 Politisch motivierte Kriminalität (Ausländische Ideologie, Sonstige Zuordnung)
    - K 46 MEK/Personenschutz

  - Kriminalfachdezernat 5 Eigentumskriminalität[8]
    - K 51 Eigentumsdelikte mit Bandenbezug
    - K 52 Gewerblich genutzte Objekte/Institutionen
    - K 53 Privat genutzte Objekte, Fahrraddiebstahl
    - K 54 Kraftfahrzeuge
    - K 55 Trickdiebstahl, Taschendiebstahl, Taschendiebfahndung
    - K 56 Allgemeine Eigentumskriminalität

  - Kriminalfachdezernat 6 Vermögensdelikte / Ausländerkriminalität[9]
    - K 61 Vermögensdelikte mit Bandenbezug
    - K 62 Betrug, Untreue, E-Commerce (Buchst. A-Her), Scheck- und Zahlungskartenkriminalität
    - K 63 Betrug, Untreue, E-Commerce (Buchst. Hes-P), Versicherungsbetrug/-missbrauch, Vorgetäuschte Verkehrsunfälle
    - K 64 Betrug, Untreue, E-Commerce (Buchst. Q–Z), Besondere Erscheinungsformen des Betrugs
    - K 65 Ausländerrechtliche Delikte, AÜG, Fälschungsdelikte, Falschgeld, sonstige Straftaten, OWi nach Zuweisung

  - Kriminalfachdezernat 7 Wirtschaftskriminalität[10]
    - K 71 Wirtschaftsdelikte (Buchst. A–K)
    - K 72 Wirtschaftsdelikte (Buchst. L–Z)
    - K 73 Korruption
    - K 74 Fehlverhalten im Gesundheitswesen
    - K 75 Vermögensabschöpfung, Geldwäsche, Finanzermittlungen

  - Kriminalfachdezernat 8 Rauschgift[11]
    - K 81 Zentrale Aufgaben
    - K 82 Rauschgifthandel
    - K 83 Allgemeine Rauschgiftdelikte
    - K 84 Beschaffungskriminalität, Personenorientiere Ermittlungen Intensivtäter

  - Kriminalfachdezernat 9 Kriminalpolizeilicher Dauerdienst / Spurensicherung / Erkennungsdienst[12]
    - K 91 Kriminaldauerdienst
    - K 92 Spurensicherung, Tatortfotografie, Zeichenbüro, Lichtbildstelle
    - K 93 Erkennungsdienst, DNA-Kommission, Dokumentenprüfkommission

  - Kriminalfachdezernat 10 Fahndung / Prävention / Zentrale Dienste[13]
    - K 101 Personenfahndung, Haftsachenbearbeitung
    - K 102 Zielfahndung, Zeugenschutz, Operativer Opferschutz, Operative Maßnahmen
    - K 105 Opferschutz, Prävention
    - K 106 Kriminalaktenverwaltung, Zentrale Zuteilungs- und Auskunftsstelle, INPOL-Verfahrensbetreuung

  - Kriminalfachdezernat 11 Sonstige Amtsdelikte / Zuweisungsfälle[14]
  - Kriminalfachdezernat 12 Cybercrime[15]
    - K 121 Zentrale Aufgaben
    - K 122 Besondere Erscheinungsformen von Cybercrime
    - K 123 Digitale Forensik (RBA-München), Telekommunikationsüberwachung

- Polizeiinspektion Spezialeinheiten Südbayern
  - Spezialeinsatzkommando
  - Mobiles Einsatzkommando
  - Technisches Einsatzkommando

### Leitung
Siehe auch: Liste der Münchner Polizeipräsidenten
Das Polizeipräsidium München wird seit 1. November 2020 von Polizeipräsident Thomas Hampel geleitet. Sein Vertreter ist Polizeivizepräsident Michael Dibowski, der zugleich Leiter der Abteilung Einsatz ist. Vorgänger Hampels war Hubertus Andrä, der nach siebenjähriger Amtszeit im Oktober 2020 in den Ruhestand ging.

### Gebäude

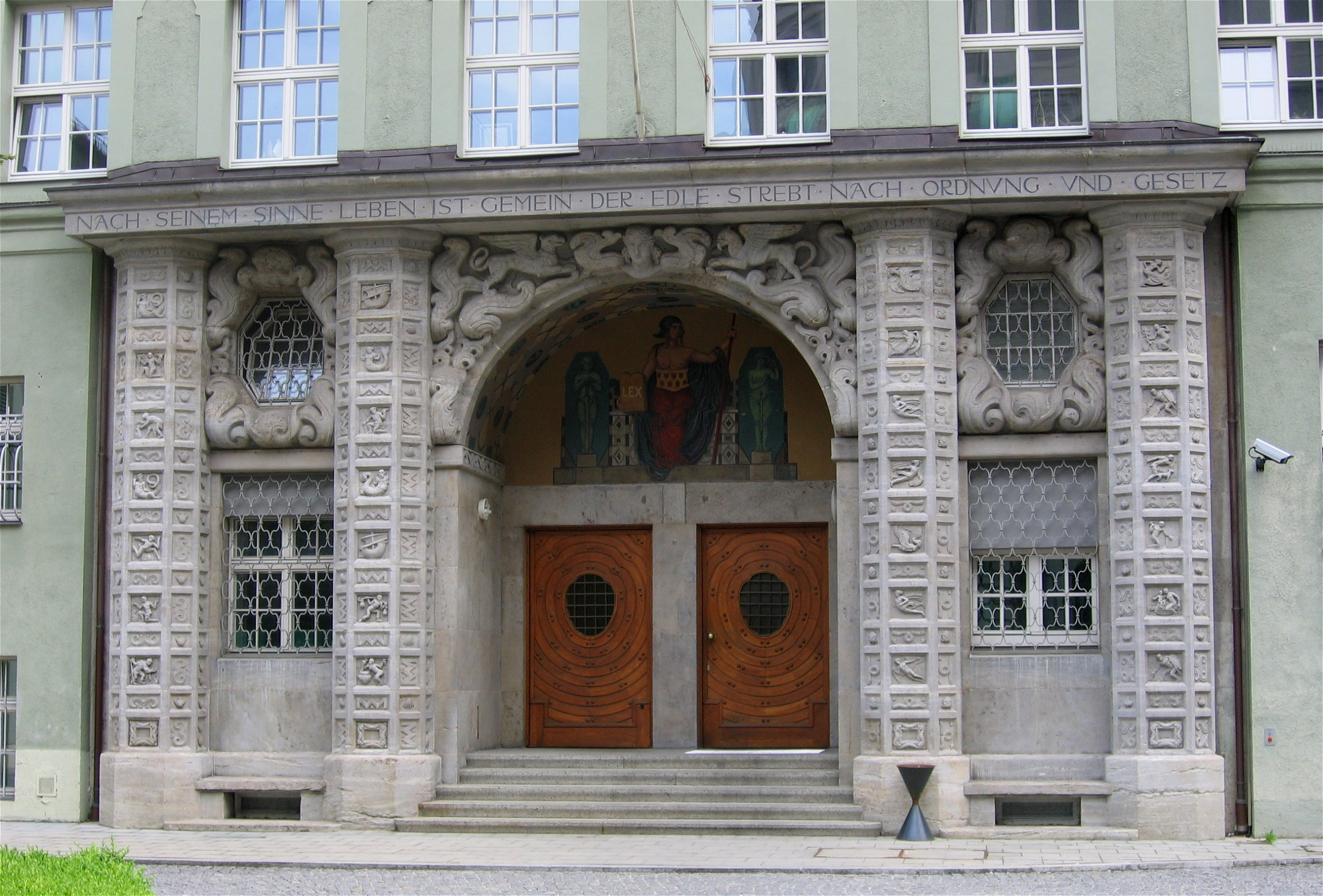
Portal des Polizeipräsidiums

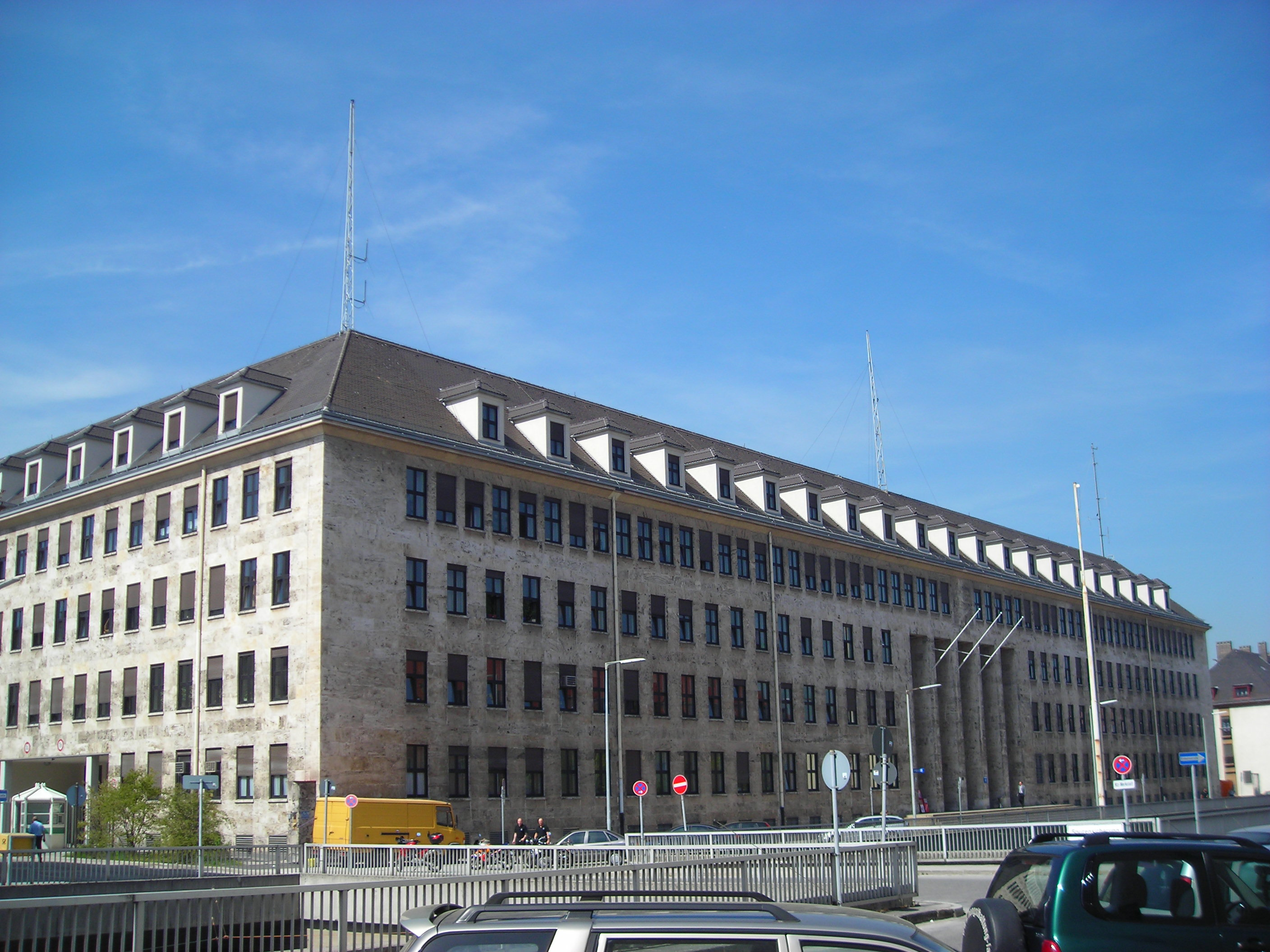
Dienstgebäude Tegernseer Landstr. 210 (früher Reichszeugmeisterei, dann McGraw-Kaserne)

Das Hauptgebäude befindet sich in der Ettstraße 2–4 in der Altstadt. Vorher stand hier ein großes Kloster (Augustinereremiten), das Prinzregent Luitpold für den Neubau abreißen ließ. Die Polizei war bis zum Umzug im sogenannten „Zentralbüro“ in der Weinstraße 13 untergebracht. Dieser Bereich fiel dem Bombardement des Zweiten Weltkriegs zum Opfer. An der Stelle befindet sich heute der Marienhof.
Das heutige Dienstgebäude beherbergt unter anderem das Büro des Polizeipräsidenten, das Präsidialbüro, die Abteilung Einsatz, zahlreiche Kommissariate, die Haftanstalt, das Schnellgericht des AG München mit zwei Ermittlungsrichtern und einem Staatsanwalt sowie Büros der städtischen Jugendhilfe. Eine große Außenstelle befindet sich im Dienstgebäude Tegernseer Landstraße 210 (Stadtteil Obergiesing), wo unter anderem die Abteilungen Personal und Versorgung angesiedelt sind. Nicht nur die Polizeiinspektionen, sondern auch einige andere Dienststellen sind über das Stadtgebiet verteilt.

## Geschichte

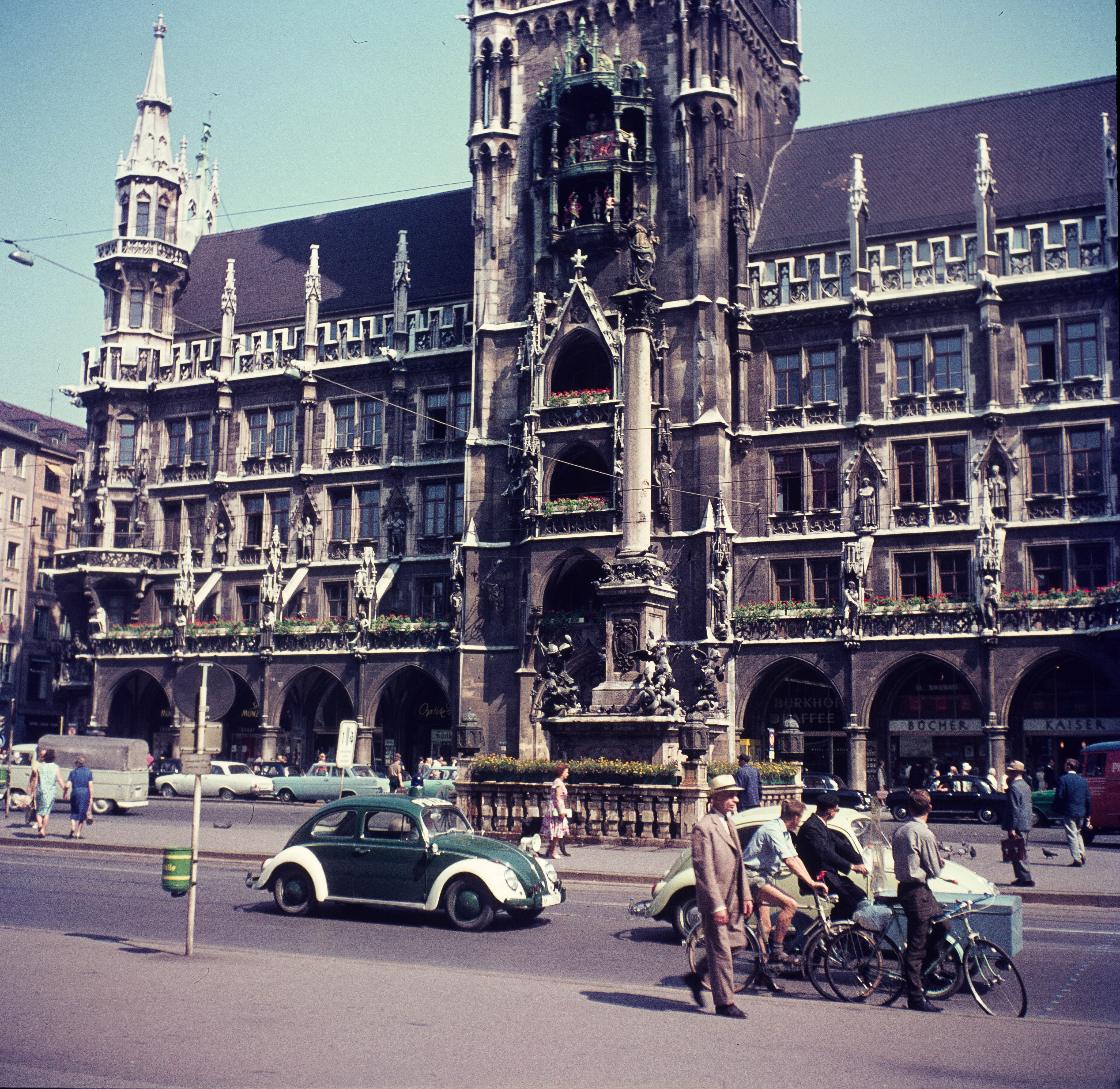
Ein VW Käfer der Polizei auf dem Marienplatz 1964

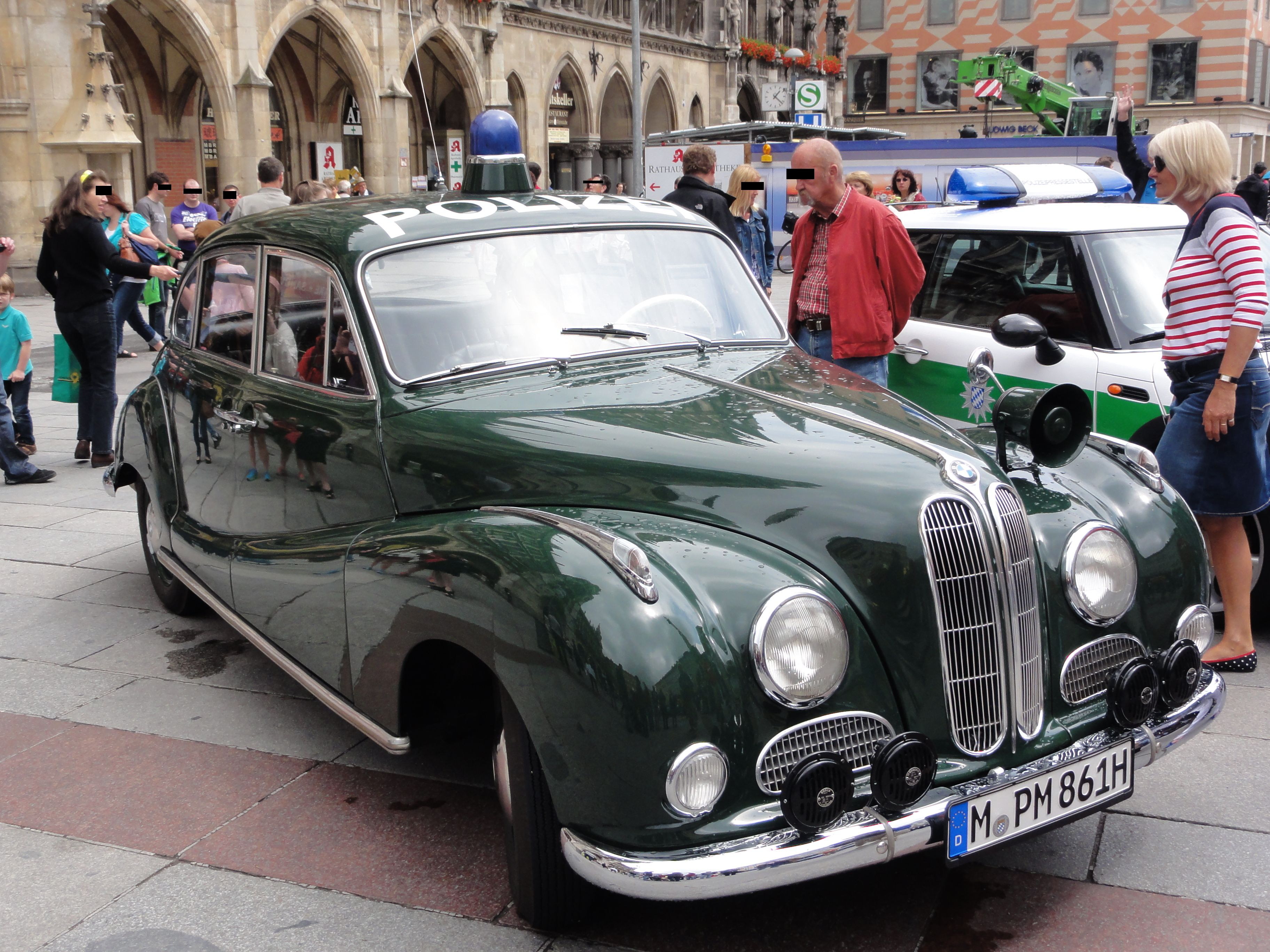
Ein Funkstreifenwagen BMW 501 der ehemaligen Wache Isar-12

Mit dem Gemeindeedikt vom 17. Mai 1818, das die Polizeigewalt den Kommunen übertrug, wurden in ganz Bayern Stadt- und Gemeindepolizeien gegründet. Nur in der Haupt- und Residenzstadt München blieb die Polizei vollständig in staatlicher Hand. Auch als die dortige Gendarmeriekompanie 1898 zur Schutzmannschaft umgewandelt wurde, blieb diese als „Zivilinstitut“ weiterhin der staatlichen Polizeidirektion unterstellt.

### Weimarer Republik und Nationalsozialismus
Nach den Unruhen der Novemberrevolution und der Münchner Räterepublik, wurde Ernst Pöhner im Mai 1919 zum Polizeipräsidenten ernannt. In dieser Eigenschaft deckte er die Aktivitäten der Organisation Consul und schuf eine „politische Abteilung“ (unter Wilhelm Frick). Während des Kapp-Putsches 1920 erzwang er im Verein mit den Einwohnerwehren den Rücktritt der sozialdemokratischen Landesregierung Hoffmann und sorgte für die Einsetzung der rechten bürgerlichen Regierung unter Gustav von Kahr. Pöhner trat nach Kahrs Sturz 1921 zwar zurück, doch blieb Frick Leiter der politischen Abteilung und unterstützte 1923 aktiv den Hitler-Putsch, der dann von der Münchner Polizei niedergeschlagen wurde.
Nach der Machtübernahme der Nationalsozialisten 1933 wurde die Polizei deutschlandweit zentralisiert und in die Sicherheitspolizei (SiPo) und die Ordnungspolizei (OrPo) unter dem Kommando von Polizeigeneral Kurt Daluege überführt, welche für die Wahrung der öffentlichen Sicherheit und Ordnung zuständig war. 1936 wurde die Polizeidirektion München in Polizeipräsidium München umbenannt. Unter Heinrich Himmler als Polizeipräsidenten und Reinhard Heydrich als Leiter der politischen Abteilung nahmen die Nationalsozialisten die Münchner Polizei schnell in Besitz und banden sie in ihren Verfolgungsapparat ein. Neben der Mehrzahl der Beamten, die aus Überzeugung oder Mutlosigkeit mitmachten, versuchten einige wenige, „in ihrem eigenen Beritt ... anständige Menschen in unanständigen Zeiten zu bleiben - durch innere Emigration, durch ehrenhafte Drückebergerei, in seltenen Fällen auch durch aktive Hilfe etwa für verfolgte Juden.“

### Nachkriegszeit
Nach dem Zweiten Weltkrieg übernahmen die Siegermächte die Kontrolle über die Polizei. Mit Befehl vom 21. Januar 1946 wurden in den Ländern der amerikanischen Besatzungszone „Landpolizei(en) auf Basis des Landes“ errichtet. Dem „Präsidium der Landpolizei von Bayern“ mit Dienst-, Wirtschafts- und Kriminalabteilung wurde die „Chefdienststelle Oberbayern“ (der Vorgänger des heutigen Präsidiums) unmittelbar nachgeordnet. Dem gegenüber stand die kommunale Stadtpolizei München mit ihrer Zuständigkeit für das Stadtgebiet München.

### Münchner Linie
Der Münchner Polizeipräsident Manfred Schreiber entwickelte in den 1960er Jahren die „Münchner Linie“. Massenproteste und Unruhen sollten möglichst im Vorfeld unterbunden werden. Sollte dies nicht gelingen, wollte man auf psychologische Überzeugungstaktik setzen. Gefordert waren größere Gelassenheit gegenüber unkonventionellem Verhalten der Jugendlichen und Verzicht auf spektakuläre Gewalteinsätze. Da Schreiber die Schwabinger Krawalle für ein „massenpsychotisches Ereignis“ hielt, räumte er der Polizeipsychologie erstmals beratende Funktion in Führungs- und Einsatzfragen ein. Neben dem Polizeipsychologischen Dienst institutionalisierte er auch eine mobile Pressestelle zur Öffentlichkeitsarbeit.

### Olympische Sommerspiele
1970 war Schreiber als Ordnungsbeauftragter des Nationalen Olympischen Komitees für Deutschland mit der Wahrnehmung aller zivilen Sicherheitsaufgaben zur Vorbereitung und Durchführung der XX. Olympischen Sommerspiele München betraut worden. Bei der Geiselnahme von München am 5. September 1972 nahm eine Gruppe des „Schwarzen September“ 11 Sportler der israelischen Olympiadelegation als Geiseln und tötete zu Beginn dieser Aktion zwei der Sportler. Eine Befreiungsaktion auf dem Bundeswehrflughafen Fürstenfeldbruck entwickelte sich aufgrund der völlig unzulänglichen Planung und der fehlenden Qualifikationen der eingesetzten Beamten zum totalen Fiasko. Alle israelischen Geiseln, die meisten der Geiselnehmer und ein Polizist wurden dabei getötet. Die Einsatztaktik der Sicherheitskräfte wurde später massiv kritisiert.

### Umstrukturierung
Im Jahr 1970 hatte bereits die Umstrukturierung der staatlichen Polizeien in regionale Schutzbereiche begonnen. Es wurden Polizeidirektionen für die einzelnen Bereiche gebildet, die den heute noch sieben bestehenden Präsidien unterstehen. Ziel dieser Neuorganisation war es, Schutz-, Verkehrs- und Kriminalpolizei in einer Ebene zusammenzufassen und leistungsstärkere Organisationseinheiten einzurichten. 1972 wurde die Landpolizei offiziell in Landespolizei umbenannt. Die Dienststellen der Stadtpolizei München und der Polizeien der Anliegergemeinden wurden am 1. Oktober 1975 in das Polizeipräsidium München überführt, das zeitgleich verstaatlicht wurde; innerhalb der Bayerischen Polizei war dies die letzte Eingliederung.

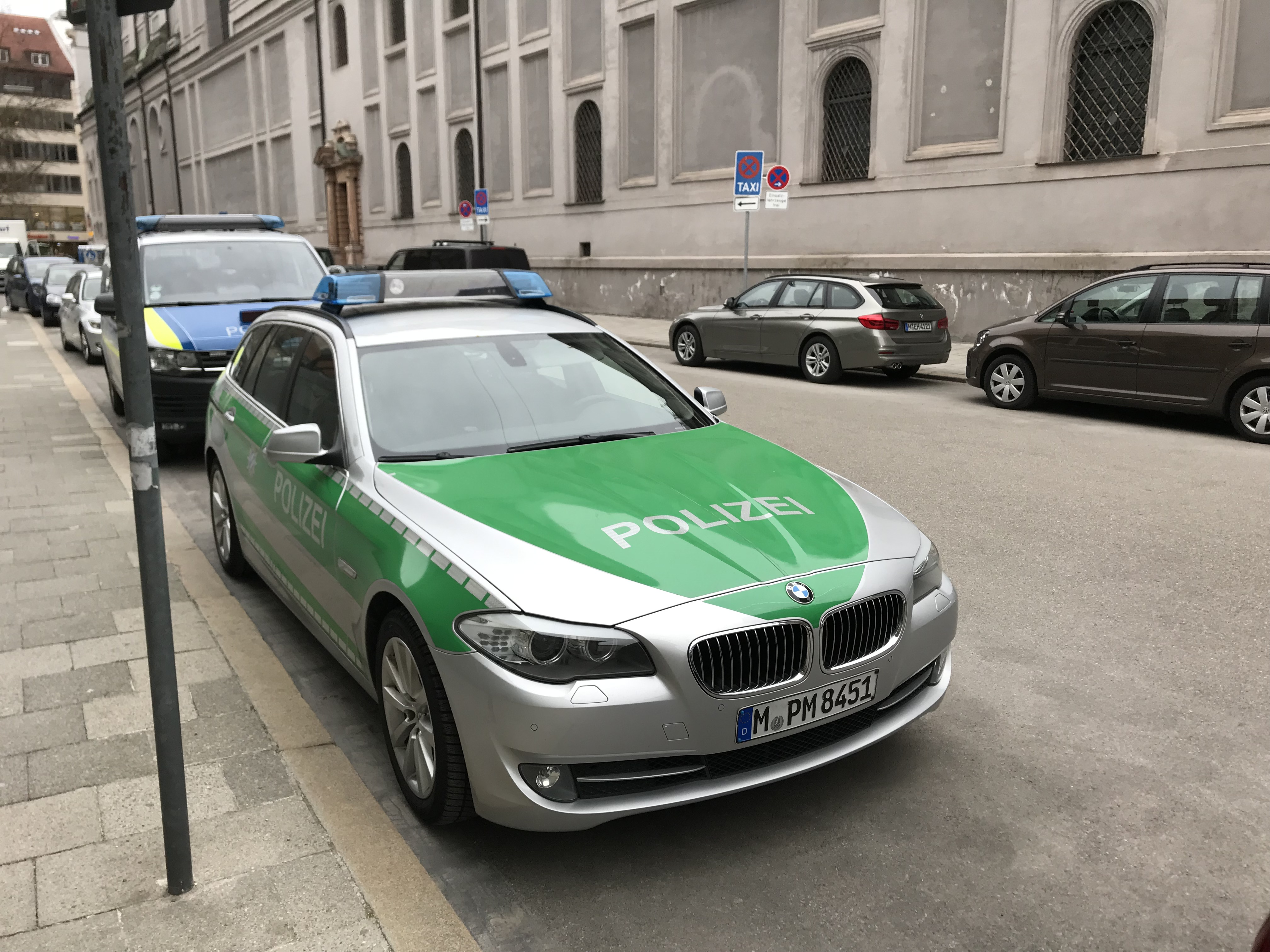
Münchner Streifenwagen (BMW) im alten Design

Im Jahr 2005 wurden die regionalen Schutzbereiche umstrukturiert. Es wurde auf die Ebene der Polizeidirektionen verzichtet, die Arbeit (vor allem die der Einsatzzentrale) der Polizeidirektionen übernahmen nun das Polizeipräsidium sowie die Polizeiinspektionen.
Innerhalb des örtlichen Zuständigkeitsbereiches des Polizeipräsidiums München befindet sich der Sitz des Bayerischen Landeskriminalamts sowie die Bundespolizeidirektion München; das Präsidium der im Jahr 1998 aufgelösten Bayerischen Grenzpolizei hatte seinen Dienstsitz in München.

### Untersuchung zur Nazi-Zeit
In 2008 begannen Untersuchungen der Geschichte des Polizeipräsidiums unter dem nationalsozialistischen Regime. Vier Jahre lang haben sich Beamte mit der Vereinnahmung der Münchner Polizei durch die Nationalsozialisten beschäftigt. Die Arbeit der kriminalistischen Geschichtsforscher wurde unterstützt von Wissenschaftlern vom NS-Dokumentationszentrum München. Das Ergebnis wurde in einer Ausstellung im Polizeipräsidium in der Ettstraße präsentiert.

### Aufklärungsquote
Das Polizeipräsidium München hatte 2014 eine Aufklärungsquote von 62,7 %. Im Präsidiumsbereich wurden im Jahr 2014 insgesamt 122.626 Straftaten verfolgt, was etwa ein Fünftel aller Straftaten in Bayern entspricht. Im Vergleich zur hohen Kriminalstatistik von Metropolen in ganz Europa belegt München allerdings einen Spitzenplatz und gilt laut dem langjährigen Oberbürgermeister Christian Ude „als sicherste Großstadt Europas“.

### Ereignisse
- Paketbombenanschlag auf den slowakischen Exilpolitiker Matus Czermak im Postamt Agnesstraße am 5. Juli 1955 mit 3 Toten und 20 Verletzten
- Tödliches Attentat auf den ukrainischen Exilpolitiker Stepan Bandera am 15. Oktober 1959 in der Kreittmayrstraße
- Flugzeugabsturz an der Schwanthalerhöhe am 17. Dezember 1960 mit 52 Toten
- Schwabinger Krawalle 1962
- Osterkrawalle 1968, bei denen zwei Menschen durch Wurfgeschosse von Demonstranten starben[25]
- Brandanschlag auf das Altenheim der Israelitischen Kultusgemeinde in München am 13. Februar 1970 mit sieben Toten. Die Tat ist bis heute ungeklärt.
- Erster Banküberfall mit Geiselnahme in Deutschland, u. a. begangen durch Dimitri Todorov mit zwei Toten am 4. August 1971
- Bombenanschlag der RAF auf das Bayerische Landeskriminalamt am 15. Mai 1972 verletzt fünf Polizeibeamte und verursacht erhebliche Sachschäden
- Geiselnahme von München während der Olympischen Sommerspiele 1972 mit 17 Toten in München und Fürstenfeldbruck
- Oktoberfestattentat am 26. September 1980 mit 13 Toten
- Mord an dem Schauspieler Walter Sedlmayr am 14. Juli 1990
- G7-Gipfel in München 1992
- Mordfall Ursula Glück-Tesler
- NSU-Mordserie an Migranten: Mord an Habil Kılıç am 29. August 2001 und an Theodoros Boulgarides am 15. Juni 2005
- Mordermittlungen gegen den Schauspieler Günther Kaufmann 2002
- Vereitelter Bombenanschlag auf die Eröffnung des Jüdischen Gemeindezentrums 2003
- Mord an dem Modeschöpfer Rudolph Moshammer am 14. Januar 2005
- Staatsbesuch von Papst Benedikt XVI. im September 2006
- Brutaler Angriff von zwei Jugendlichen auf einen Rentner am U-Bahnhof Arabellapark am 20. Dezember 2007[26]
- Als versuchte Morde gewertete Prügeleien von fünf Schweizer Jugendlichen gegen wahllos angegriffene Passanten in der Nähe des Sendlinger Tores während einer Klassenfahrt am 30. Juni 2009[27]
- Mord an Dominik Brunner an der S-Bahn-Station München-Solln am 12. September 2009
- Anschlag am und im Olympia-Einkaufszentrum am 22. Juli 2016 mit zehn Todesopfern und zahlreichen Verletzten
- Messerattacke am Rosenheimer Platz im Oktober 2017[28]
- Versuchter Terroranschlag auf das israelische Generalkonsulat am 5. September 2024, dabei wurde ein Österreicher, der mutmaßlich einen terroristischen Anschlag plante, von der Polizei erschossen, nachdem er das Feuer auf die Beamten eröffnet hatte.

### Zwischenfälle
In den Jahren 1998 und 1999 kam es zu einer Serie von Zwischenfällen innerhalb der Münchner Polizei, welche die Medien als „Skandalserie“ bezeichneten. Zu diesen Vorfällen zählten unter anderem:
- Auf dem Oktoberfest kam es zu Übergriffen gegenüber Besuchern durch Beamte der sog. „Wiesn-Wache“. Gegen vier Beamte wurde Anklage erhoben. Zum endgültigen Abschluss kam das Verfahren erst nach über vier Jahren mit einer Bewährungsstrafe gegen zwei Beamte und Freispruch für die zwei anderen.[31]
- Während eines Einsatzes gab eine Polizeibeamtin der PI 12 in Notwehr zwei Schüsse auf eine geistig verwirrte und mit einem Messer auf sie zukommende Person ab, wobei durch eine austretende Kugel auch der dahinterstehende Bruder der Person tödlich getroffen wurde.[32] Dieser Vorfall führte zur Einführung einer neuen Munition mit Mannstoppwirkung.[33]
- Zwei stark alkoholisierte Beamte der Polizeiinspektion 31 gaben nach ihrem Dienst im Aufenthaltsraum insgesamt 34 Schüsse auf in der Dienststelle aufgehängte Plakate und Fotos des Dienststellenleiters ab. Dieser Vorfall führte zu einem Alkoholverbot auf Dienststellen.[34]
- Silvia Braun, eine 22-jährige Beamtin der Polizeiinspektion 14, beging 1999 mit ihrer Dienstwaffe Suizid. Die Mutter der Toten erhob Mobbing-Vorwürfe. Eine Untersuchungskommission kam zu dem Ergebnis, dass „es Hinweise für gewisse Mängel bei der Dienststelle und Fehlverhaltensweisen eines Beamten gebe – der Suizid allerdings war dadurch nicht verursacht“.[35] (der Fall bildete die Vorlage für den Spielfilm Auf schmalem Grat mit Ann-Kathrin Kramer in der Hauptrolle).
- 1999 wurde gegen fünf Beamte der Polizeiinspektion Ottobrunn wegen des Verdachts des Rauschgifthandels, Strafvereitelung und Schleusertätigkeit (Unterstützung der illegalen Einreise von Table-Dancerinnen) ermittelt.[36]

Aufgrund dieser Vorfälle und einer Parlamentarischen Anfrage im Bayerischen Landtag durch die Landtagsfraktion der Grünen kündigte der damalige bayerische Innenminister Günther Beckstein Reformen und einen Neun-Punkte-Katalog an.
2011 geriet der damalige Münchner Polizeipräsident Wilhelm Schmidbauer in die Kritik, nachdem bekannt geworden war, dass er sich im August 2007 von Saif al-Arab al-Gaddafi, einem Sohn des libyschen Ex-Staatschefs Muammar al-Gaddafi, in das Münchner 5-Sterne-Hotel Bayerischer Hof zum Essen hatte einladen lassen. Die Bayerischen Grünen warfen Schmidbauer vor, dass die vermeintlich guten Beziehungen Saif Gaddafis zum Polizeipräsidium etwas mit der Einstellung zahlreicher gegen ihn anhängiger Ermittlungsverfahren zu tun hatte. Schmidbauer verteidigte sein Verhalten, da es sich um eine offizielle Einladung der libyschen Botschaft handelte, er Gaddafi junior die Grundregeln des deutschen Rechtsstaats erklären wollte und es auch kein Freundschaftstreffen gewesen sei, da Saif Gaddafi verärgert über die Ablehnung seiner Forderung nach Polizeischutz und einem Waffenschein war.
Im Januar 2013 hielten mehrere Beamte eine 23-jährige, gefesselte Münchnerin fest, während ein weiterer Beamter sie mit Faustschlägen ins Gesicht krankenhausreif schlug. Der Vorfall erregte Aufmerksamkeit, als Schmidbauer das Opfer beschuldigte und das Verhalten der Beamten als „aus seiner Sicht konsequent“ bezeichnete.
Die Staatsanwaltschaft München I erhob nach Abschluss der Ermittlungen Anklage gegen den betroffenen Polizeibeamten, da sie davon ausgeht, dass der Beamte der Festgenommenen – während sie bereits gefesselt war – „ohne Rechtfertigung“ in der Haftzelle mindestens einen „intensiven Faustschlag“ ins Gesicht versetzt hatte.
2019 wurde bekannt, dass Polizisten des Präsidiums Kunden bei einem Drogendealer waren. Daraus entwickelte sich der Drogenskandal bei der Münchner Polizei mit Ermittlungen gegen 37 Polizisten.

## Ausbildungsseminar Sonderprogramm München
Das Ausbildungsseminar Sonderprogramm München (AS SoPro) war eine Dienststelle der Bayerischen Bereitschaftspolizei, die personell hauptsächlich aus Beamten des PPM auf Abordnungsbasis bestand. Es bildete Polizeivollzugsbeamte für die Laufbahn des mittleren Dienstes aus. Im September 2005 wurde der 1029. Beamte im SoPro ausgebildet. Die Ausbildung fand in der VI. Bereitschaftspolizeiabteilung in Dachau statt. Bis 2002 befand sich die Dienststelle auf dem Areal der I. Bereitschaftspolizeiabteilung in München-Ramersdorf. Früher waren die bayerischen Altanwärterlehrgänge keineswegs nur auf München beschränkt. Seit dem Jahre 2001 mussten sich die Beamten dazu verpflichten, ihr Leben lang dem PPM anzugehören; eine Regelung, die aufgrund von Protesten der Berufsverbände auf eine zehnjährige Verweildauer modifiziert wurde. Nach der Anpassung (Erhöhung) des allgemeinen Höchstalters zur Bewerbung in dem Polizeivollzugsdienst (2. Qualifikationsebene) auf 30 Jahre ab dem Einstellungsjahrgang 2018 wurde das AS SoPro ausgesetzt. Der letzte Einstellungsjahrgang wurde 2017 aufgenommen.
Der Ausbildungsgang wies folgende, im gesamten Bundesgebiet einmalige Besonderheiten auf:
- Der Grundsatz der Zuständigkeit der BBPol für die Ausbildung der Polizeibeamten wurde durchbrochen.
- Die Ausbildungsdauer war erheblich verkürzt; sie betrug statt 2 ½ Jahre nur 20 Monate, wobei die Ausbildungsinhalte die gleichen waren.
- Die Kosten für die Ausbildung gingen nicht zu Lasten des Budgets der Bayerischen Bereitschaftspolizei, sondern zu Lasten des Polizeipräsidiums München.
- Die Einstellungsvoraussetzungen waren in Bezug auf das Lebensalter different: Statt eines Höchstalters von 25 waren es hier 35 Jahre.
- Wachdienste u. ä. sowie Einsätze aller Art entfielen im Gegensatz zu den BiA/BiE bei der BePo.
- Ein Großteil der Polizeimeisteranwärter des SoPro verfügten über eine mehrjährige Berufserfahrung außerhalb der Polizei.

## Sonstiges

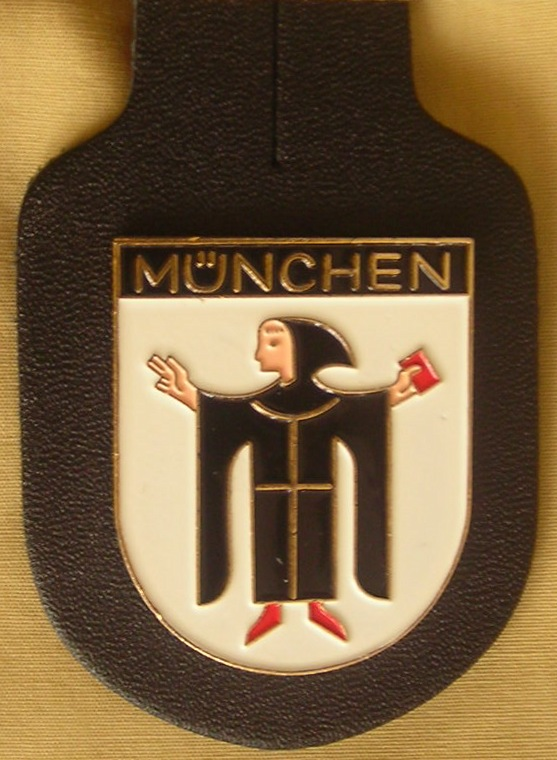
Verbandsabzeichen als Brusttaschenanhänger

Die Polizeifahrzeuge waren bis zur Einführung des Digitalfunks durchweg mit Funkmeldesystemen versehen, was bei der Bayerischen Polizei einmalig war. Der Polizeiverband weist den größten Anteil an nicht-ortsansässigen Beamten auf; die Mehrzahl stammt nicht aus dem Ballungsraum München, sondern ist bayernweit beheimatet.
Der Münchner Polizeipräsident Manfred Schreiber stellte in den 1960er Jahren die sogenannte „Münchner Linie“ als Handlungsmaxime auf, wonach kleine Verstöße großzügig, und bedeutende Verstöße umso vehementer verfolgt werden sollen.
Udo Nagel war von 1987 bis 2001 beim Polizeipräsidium München und hier lange Jahre als Leiter des Dezernat 11 und zuletzt als Leiter der Abteilung für Verbrechensbekämpfung tätig.
Der Polizeipräsident ist in die Besoldungsgruppe B6 der Besoldungsordnung B eingruppiert.
Bayernweit einmalig war der ungewöhnliche Dienstbereich der Polizeiinspektion 46 – Planegg, welcher trotz – sonst verbindlicher – Landkreisgrenzen sowohl Teile des Landkreises München sowie des Landkreises Starnberg (Krailling und Stockdorf) umfasste, womit Zuständigkeiten von zwei verschiedenen Landratsämtern, Amtsgerichten und Staatsanwaltschaften gegeben waren. Demgegenüber wurde das eigentlich zu Krailling gehörende Pentenried und das Industriegebiet KIM (Kraillinger Innovationsmeile) wiederum vom Polizeipräsidium Oberbayern Nord betreut. Dies wurde im Zuge neuer Zuständigkeiten im PP Oberbayern Nord bereinigt.
Am 14. Oktober 2001 feierte der Chor der Polizei München unter Leitung von Max Eberl sein 90-jähriges Bestehen bei einer festlichen Matinée im Prinzregententheater. Aus diesem Anlass erhielt der Chor die Orlando di Lasso-Medaille, der höchsten Auszeichnung des Cäcilien-Verbandes.
Seit Herbst 2006 gibt es einen Höheren Beamten vom Dienst (HvD), diesem sind die drei Außendienstleiter (ADL) der regionalen Abschnitte unterstellt. Alle ADL sowie der HvD sind rund um die Uhr einsatzbereit und übernehmen die Einsatzleitung bei größeren Polizeieinsätzen.
Die Zuständigkeit auf den Autobahnen im Bereich des Polizeipräsidiums München liegt bei der Autobahnpolizei der Polizeipräsidien Oberbayern Nord und Oberbayern Süd.
Die offizielle Mitarbeiterzeitung ist die Ettstraße und besteht seit der Nachkriegszeit (ursprünglich: Dienstliche Nachrichten des Polizeipräsidiums München und Referats 11 / Amt für öffentliche Ordnung).
Seit September 2014 nutzt das Polizeipräsidium München zur Öffentlichkeitsarbeit Facebook und Twitter.